# نادي إنفيغادو
	نادي إنفيغادو لكرة القدم (بالإسبانية: Envigado Fútbol Club) هو نادِ كرة قدم كولومبي من مدينة إنفيغادو. تأسس عام 1989 وينافس في الدوري الكولومبي لكرة القدم.
يشتهر النادي بجودة تطويره للمواهب الشابة وعدد النجوم الدوليين الذين بدأوا مسيرتهم الكروية ضمن صفوفه، ومن بينهم خاميس رودريغيز، فريدي جوارين، خوان فرناندو كينتيرو، جون كوردوبا، ماتيوس أوريبي، جيوفاني مورينو، جون دوران وغيرهم. وغالباً ما يُعتبر من أفضل الأكاديميات الكروية في أمريكا الجنوبية، ولهذا يُعرف باسم "مقلع الأبطال" (بالإسبانية: Cantera de Héroes).

## وصلات خارجية
- الموقع الرسمي